# Robert Gier
Robert James Dazo Gier, noto soprattutto come Rob (Ascot, 6 gennaio 1980), è un ex calciatore inglese naturalizzato filippino, di ruolo difensore.

## Caratteristiche tecniche
Terzino destro, può giocare anche come difensore centrale.

## Palmarès

### Club

#### Competizioni nazionali
- Football Conference: 1

Aldershot Town: 2007-2008
- Conference League Cup: 1

Aldershot Town: 2007-2008
- Hellenic Football League Challenge Cup: 1

Ascot Utd: 2013-2014